# Двигатели Renault серии F
Серия F (от фр. fonte, чугун) — семейство автомобильных рядных четырёхтактных двигателей внутреннего сгорания компании Renault, изготовленных по технологии чугунного литья с водяной рубашкой охлаждения. Верхний распредвал внутри алюминиевой головки блока цилиндров, приводимый ремнём ГРМ, разработан и произведён компанией Renault в начале 80-х годов для переднеприводных моделей Renault 9 и 11.
Этот двигатель доступен в бензиновом и дизельном вариантах с 8 или 16 клапанами и изменяемой системой фаз газораспределения. Объём двигателя варьируется от исполнения от 1.6 до 2-х литров. Имеется широкая гамму конфигураций и исполнений. Двигатель использовался множеством автомобильных концернов, а так же в автоспорте и тюнинге. Он оснащался турбонаддувом, разработанным компанией Porsche и применяемом на автомобилях Volvo.

## История создания
В декабре 1982 года инженеры Renault представили новый дизельный двигатель объемом 1596 см3 (1,6 л), мощностью 55 л.с. (40 кВт). Первый двигатель серии F получил индекс F8M.
Новый двигатель был разработан инженером Джорджем Дуэном и его командой, что стало значительным шагом вперёд в развитии автомобилестроения Франции. В этом двигателе были применены передовые технологии, которые позволили отказаться от традиционных съёмных чугунных гильз цилиндров. 
Компания Renault всегда гордилась простотой ремонта своих двигателей благодаря лёгкой замене чугунной гильзы. Однако развитие металлургии позволило использовать новые материалы и методы производства, что привело к созданию более совершенных моторов F-серии. В новом двигателе использовались современные сплавы и методы обработки металлов, что обеспечило высокую прочность и надёжность конструкции. Это позволило снизить риск повреждения цилиндров и увеличить срок службы двигателя. Кроме того, отказ от съёмных гильз упростил конструкцию мотора и сделал его более компактным.
В двигателе серии F был применён верхний распределительный вал, приводимый в действие зубчатым ремнём, который также управляет топливным насосом высокого давления (ТНВД). Второй ремень вращает генератор и водяной насос, а вакуумный насос, расположенный сзади, управляет приводом тормозов. Головка блока цилиндров сделана из алюминия с вихревыми предкамерами типа «Comet V» инженера Гарри Риккардо. Это решение позволило повысить эффективность работы двигателя и улучшить его характеристики. Новый двигатель устанавливался поперечно на автомобиль Renault 9 с наклоном в 12 градусов. Такая конструкция обеспечивала низкий расход топлива и высокий ресурс двигателя.
Этот двигатель стал первой самостоятельной разработкой дизеля от Renault. До этого на автомобили Renault 20 устанавливался двигатель 2.1D «Douvrin» (J8S), созданный в рамках совместного производства Renault и PSA Française de Mécanique (рус. Французская механика). В апреле 1983 года двигатель F8M был установлен на автомобиль Renault 9, а осенью того же года — на Renault 11. Позже F8M начали устанавливать на Renault 5 и Volvo 300 (используя название D16).
В том же году компания Renault выпустила бензиновый двигатель F2N объёмом 1721 см³ (1,7 л) с двухкамерным карбюратором Solex. Он был создан на базе двигателя F8M и получил поршни с интегрированной камерой сгорания. Прочный чугунный блок цилиндров, доставшийся от F8M, обеспечивал ему нехарактерно высокий для бензинового агрегата того времени ресурс. Распредвал имел верхнее расположение, находился в головке блока и вращался благодаря зубчатому ремню. В феврале 1984 года двигатель появился в расширенных комплектациях (GTX и TXE) автомобилей Renault 9 и 12, а также под названием B172 в автомобилях Volvo 300. До этого автомобили Renault оснащались старыми двигателями «Cléon-Fonte» объёмом 1,1 и 1,4 литра разработки 1962 года. Кроме того, двигатели имели боковой верхний распредвал. Компания Renault отказалась от двигателя «Cléon-Alu» в пользу F2N на модели Renault 18.
Двигатели серии F получили изменения, связанные с компоновкой для различных автомобилей, а также развитие в системе питания двигателя и системе ГРМ. Дизельный блок в основе позволяет использовать различные поршни и обеспечивать различный объём двигателя. Двигатель F3N оснащался как системой моновпрыска, так и системой распределённого впрыска топлива с наличием блока ЭБУ и развитием мотора под выполнение европейских экологических норм от норм Евро-1 до современных Евро-6.
Компания Volvo совместно с Porsche занялась развитием системы турбонаддува на автомобилях Volvo 480, Volvo 440 и Volvo 460. В результате появились турбированные двигатели B18FT, созданные на базе серии F. Эти двигатели использовались и компанией Renault в турбированных версиях автомобилей Renault 5 GT Turbo, Renault 9 Turbo и Renault 11 Turbo.
Развитие двигателя не ограничилось только турбонаддувом, изменением системы питания и объёма. В 1995 году для автомобиля Renault Megane была представлена новая стадия развития мотора F7R. В нём изменили систему ременного привода газораспределительного механизма (ГРМ) и установили головку блока цилиндров с двумя распредвалами и гидрокомпенсаторами. В 1998 году для автомобиля Renault Espace был представлен следующий этап развития двигателей серии F, двигатель F4R. ГРМ получил систему изменения фаз газораспределения на впускном валу. В 1999 году для автомобиля Renault Megane представили модификацию двигателя F5R с непосредственным впрыском топлива.
На 2025 год, двигатель более не производится в Европе(включая страны СНГ и Россию) и заменен более экологичными и экономичными моторами с турбонадувом.

## Объём двигателей и цилиндров
| Название                                              | Объём                 | Диаметр цилиндра x Ход поршня |
| ----------------------------------------------------- | --------------------- | ----------------------------- |
| Дизель                                                |                       |                               |
| F8M                                                   | 1,596 см3 (1.6 литра) | 78 мм × 83.5 мм               |
| F8Q - F8QT - F9Q                                      | 1,870 см3 (1.9 литра) | 80 мм × 93 мм                 |
| Бензин                                                |                       |                               |
| B16F                                                  | 1,596 см3 (1.6 литра) | 78 мм × 83.5 мм               |
| F1N - F2N - F3N - B18KP - B18E - B18EP - B18F - B18FT | 1,721 см3 (1.7 литра) | 81 мм × 83.5 мм               |
| F7P                                                   | 1,764 см3 (1.8 литра) | 82 мм × 83.5 мм               |
| F4P                                                   | 1,783 см3 (1.8 литра) | 82.7 мм × 83 мм               |
| F3P - B18U                                            | 1,794 см3 (1.8 литра) | 82.7 мм × 83.5 мм             |
| F2R - F3R                                             | 1,965 см3 (2.0 литра) | 82 мм × 93 мм                 |
| F3R - F7R - F5R - F4R - F4RT - B20F                   | 1,998 см3 (2.0 литра) | 82.7 мм × 93 мм               |

## Серии, модификации и автомобили

### Серия F1x
F1x был доступен только с рабочим объёмом 1,7 литра. Имеет однокамерный карбюратор. Работа клапанов впуска и выпуска параллельная.
F1N (1.7 литра, 8 клапанный) 105 л.с.
Год выпуска: 1984—1997
- 1984—1997 Renault Trafic

### Серия F2x

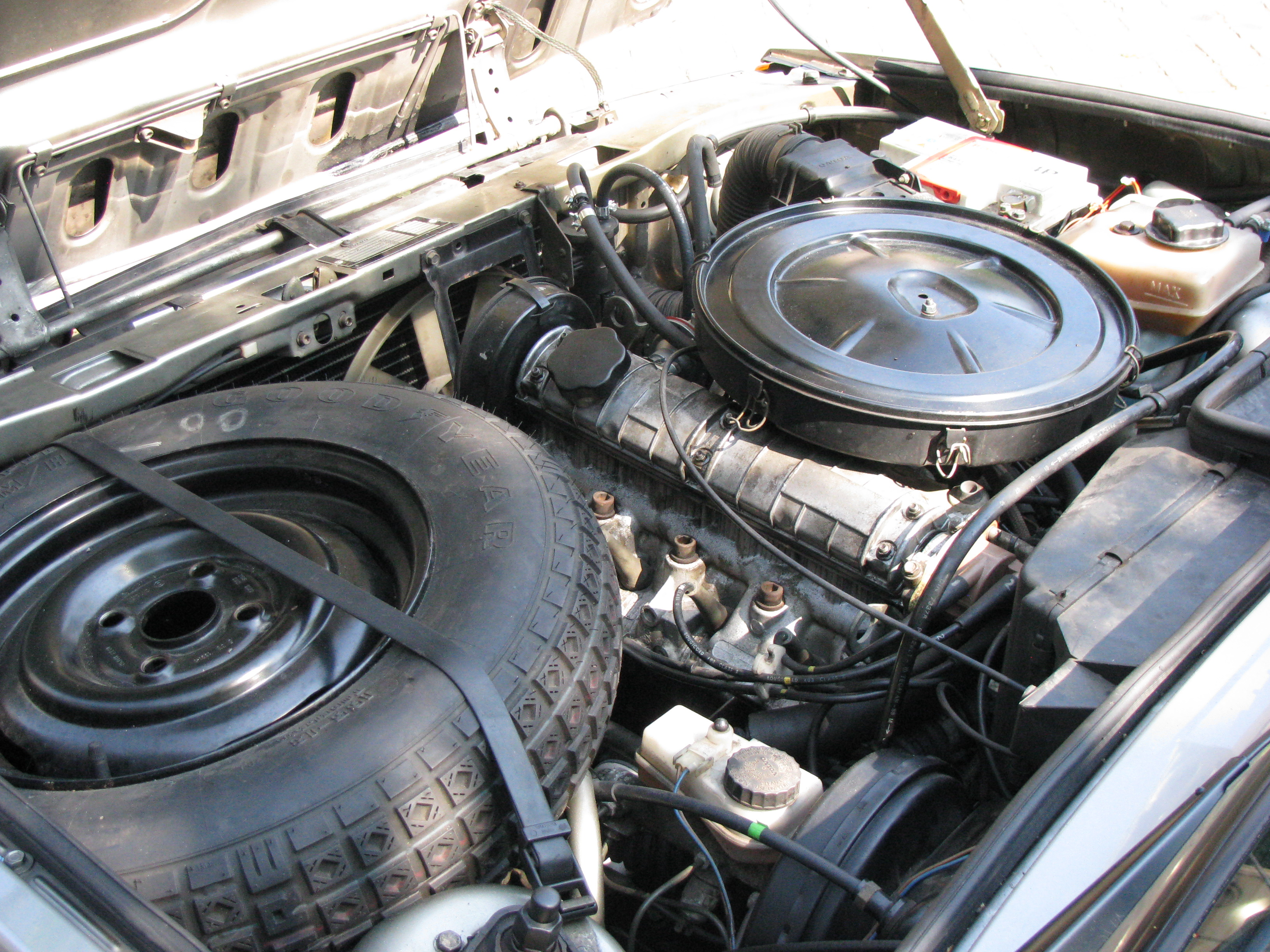
1,7-литровый (1721 см^{3}) двигатель F2N назывался B172, когда устанавливался на Volvo (на фото — 340)

F2x — восьмиклапанный двигатель с одним распредвалом с двухкамерным карбюратором. Первый бензиновый двигатель серии F.
F2N (1.7 литра, 8 клапанный), 105 л. с.
Год выпуска: 1983—1997
- 1983—1989 Renault R11
- 1984—1989 Renault R9
- 1986—1995 Renault R21
- 1988—1996 Renault R19
- 1990—1997 Renault Clio
- 1985—1990 Renault Super 5
- 1987—1990 Volvo 340/360

F2R (2 литра, 8 клапанный) 120 л.с
Год выпуска: 1986—1993
- 1986—1993 Renault R21

### Серия F3x
F3x механически похож на F2x, но использовал моновпрыск. Более поздние версии были оснащены многоточечным впрыском топлива. Турбированая версия, разработанная Porsche, была доступна для Volvo 400-й серии.
F3N (1.7 литра, 8 клапанный), 105 л. с.
Год выпуска: 1985—2000
- 1985—1989 Renault R11
- 1985—1989 Renault R9
- 1986—1995 Renault R21
- 1988—2000 Renault R19
- 1985—1993 Renault Super 5
- 1985—1987 Renault Alliance/Encore (США и Канада)
- 1986—1992 Volvo 440/460, Volvo 480

F3P (1.8 литра, 8 клапанный), 109 л. с.
Год выпуска: 1988—2000
- 1988—2000 Renault R19
- 1992—1997 Renault Clio RSi
- 1994—1999 Renault Laguna I
- 1993—1996 Volvo 440/460

F3R (2 литра, 8 клапанный), 114 л. с.

Год выпуска: 1987—2002

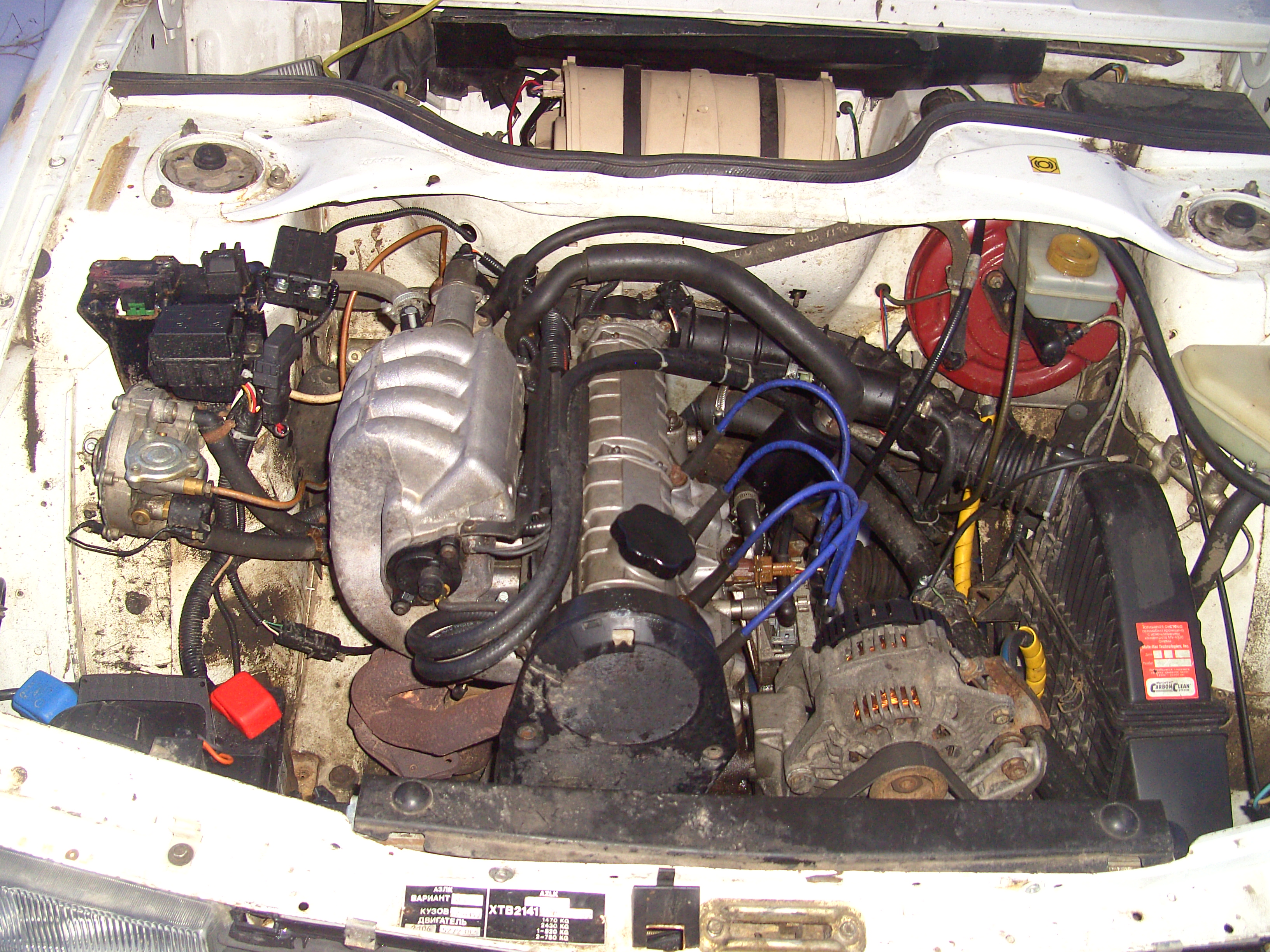
Двигатель F3R в моторном отсеке Москвич-214145 «Святогор»

- 1987 Renault Alliance GTA (Спецверсия с поршнем 82 мм для рынка США и Канады)
- 1993—1996 Volvo 440/460, Volvo 480
- 1994—2001 Renault Laguna I
- 1996—2000 Renault Espace III
- 1996—2002 Renault Mégane
- 1997—2001 Москвич Святогор (2141-45)
- 1997—2001 Москвич Юрий Долгорукий (2141-R5)
- 1998—2001 Москвич Князь Владимир (2142-164)
- 1998—2001 Москвич Иван Калита (2142-42-R5)
- 1999—2001 Москвич Дуэт-1 (2142-S5)

### Серия F4x

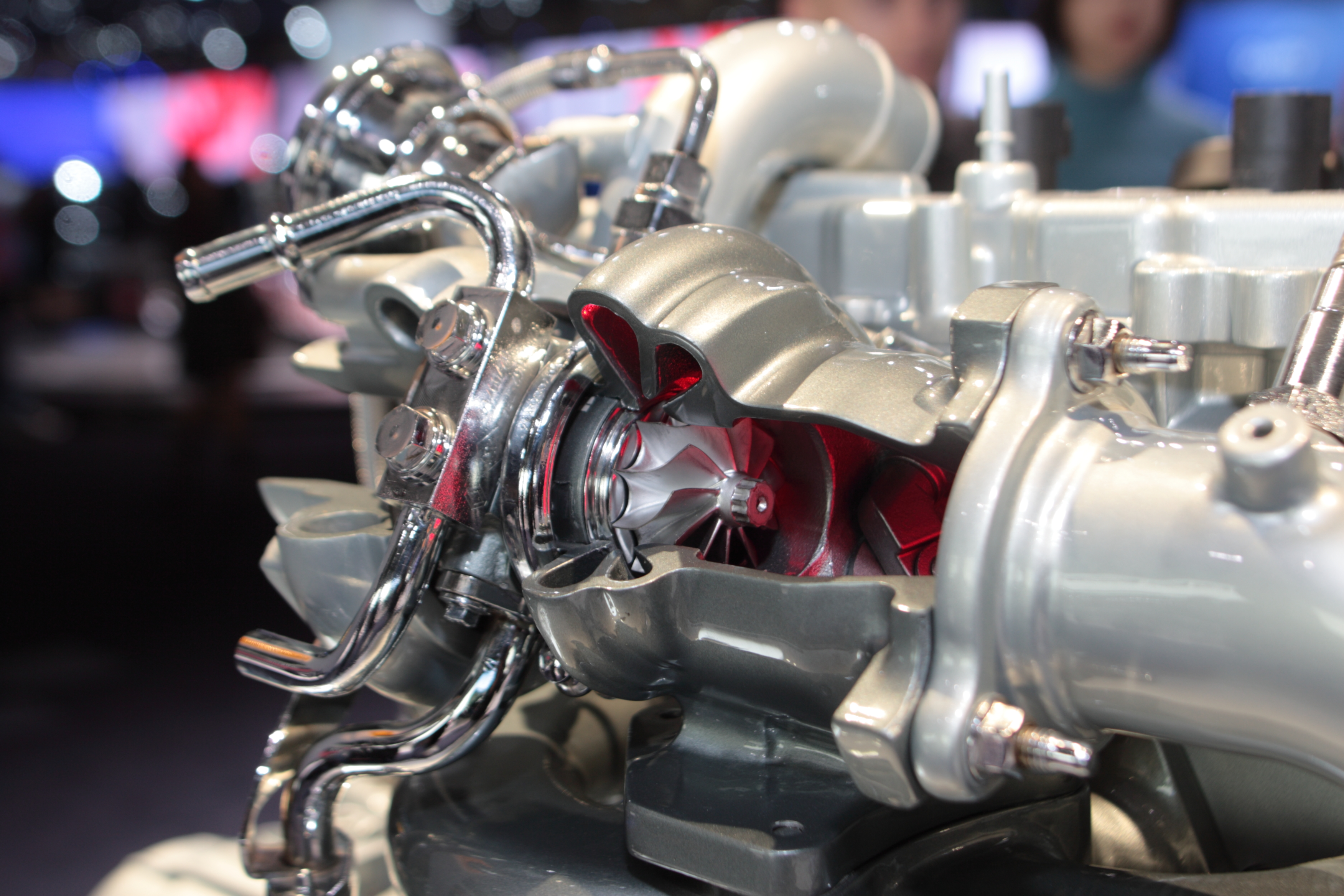
Двойной турбонаддув в двигателе F4Rt

F4x — 16-клапанный двигатель с двумя распредвалами и распределённым впрыском топлива с ЭБУ. Оснащался турбонагнетателем.
F4P (1.8 литра, 16 клапанный), 120 л. с.
Год выпуска: 1998—2005
- 1998—2001 Renault Laguna I
- 2001—2005 Renault Laguna II
- 2002—2005 Proton Waja 1.8L

F4R (2 литра, 16 клапанный), 141 л. с.
Год выпуска: 1998—2024
- 1998—2000 Renault Laguna I
- 1998—2001 Москвич Князь Владимир (2142-164)
- 1998—2001 Москвич Иван Калита (2142-42-R5)
- 2002—2007 Renault Laguna II
- 2003—2009 Renault Mégane
- 2003—2008/11 Renault Scénic
- 2000—2003 Renault Scénic RX4
- 1998—2014 Renault Espace
- 2000—2012 Renault Clio Sport (172, 182, 197 и 200 л. с.)
- 2001—2014 Renault Trafic (120)
- 2000—2020 Formula Renault 2.0
- 2010—2024 Dacia Duster I & II
- 2013 Praga R1
- 2014 Ermini Seiottosei
- 2015/09—2021/12 Renault Sandero R.S. 2.0
- 2017—2022 Renault Captur (для рынка России и Бразилии)

F4Rt (2 литра, 16 клапанный, турбо), до 250 л. с.
Год выпуска: 2002—2017
- 2002—2003 Renault Avantime
- 2002—2009 Renault Vel Satis
- 2002—2014 Renault Espace
- 2002—2007 Renault Laguna II (двойной турбонагнетатель от Mitsubishi)[3]
- 2003—2009 Renault Scénic II (двойной турбонагнетатель от Mitsubishi)
- 2003—2009 Renault Mégane II Sport
- 2005—2007 Renault Laguna II GT
- 2007—2015 Renault Laguna III
- 2008—2015 Renault Laguna III GT
- 2009—2017 Renault Mégane R.S.
- 2010—2017 Renault Mégane III TCe 180[6]

### Серия F5x
F5x — 16-клапанный двигатель, аналогичный серии F4x с двумя распредвалами (DOHC). Имеет оригинальную ГБЦ с установленным на ней насосом высокого давления с приводом от распредвала впускных клапанов, топливопровод, рампу с датчиком и регулятором давления и форсунками непосредственного впрыска бензина в камеру сгорания компании Siemens, а также клапаном и системой выпуска с рециркуляции выхлопных газов (EGR).
Первый французский двигатель с непосредственным инжекторным впрыском бензина, до этого последние эксперименты с GDi проводились на автомобиле Renault 4CV в 1956, он был механическим производства Bosch. Снят с производства в 2004 году, в связи с ужесточением норм токсичности выхлопа в странах ЕС до Евро-4. Дополнительные причины отказа от данной модели двигателя, мощностные и экономические характеристики не отличающиеся от базового мотора F4x, с более простой системой впрыска топлива, и не надёжность данного агрегата и высокой стоимости его ремонта.
Разработан в рамках новообразованного в 1999 году альянса компании Renault, Nissan, Mitsubishi. Данный двигатель практически полностью копирует концепцию и технологии моторов Mitsubishi серии 4G9 с непосредственным впрыском GDi представленных в 1996 году.
F5R (2 литра, 16 клапанный, idE), 140 л. с.
Год выпуска: 1999—2003
- 1999—2003 Renault Mégane
- 2001—2003 Renault Laguna II

### Серия F7x
F7x — первый двигатель из серии F с 16-клапанной конфигурацией и двумя распредвалами (DOHC), клапаны приводились в действие непосредственно гидравлическими толкателями. Обе версии 1,8 и 2,0 литра были оснащены многоточечной системой впрыска топлива.
F7P (1.8 литра, 16 клапанный), 135 л. с.
Год выпуска: 1988—1997
- 1988—1997 Renault R19
- 1991—1996 Renault Clio

F7R (2 литра, 16 клапанный), 147 л. с.
Год выпуска: 1993—2001
- 1993—1996 Renault Clio Williams
- 1996—1999 Renault Mégane
- 1995—1999 Renault Sport Spider
- 1998—2001 Москвич Князь Владимир (2142-164)
- 1998—2001 Москвич Иван Калита (2142-42-R5)

### Дизельная серия F8x
F8x — дизельная версия двигателей F серии с прямым впрыском и механическим ТНВД, имеющая 8-клапанную архитектуру SOHC, в которой используются камеры предварительного сгорания для достижения необходимого смешивания воздуха и топлива. Первый двигатель серии F, из которого позже сделали бензиновый вариант.
F8M (1.6 литра, 8 клапанный, дизель)
Год выпуска: 1982—1996
- 1982—1989 Renault R9
- 1983—1989 Renault R11
- 1985—1996 Renault Super 5
- 1986—1994 Renault Express/Rapid/Extra
- 1984—1990 Volvo 340/360 (назван как Volvo D16)

F8Q (1.9 литра, 8 клапанный, дизель)
Год выпуска: 1988—2006
- 1991—2000 Renault Express/Rapid/Extra
- 1988—2000 Renault R19
- 1990—1995 Renault R21
- 1991—2001 Renault Clio
- 1995—2002 Renault Mégane
- 1996—2003 Renault Scénic
- 1997—2001 Renault Trafic
- 2002—2006 Dacia Pick-Up
- 2003—2005 Dacia Solenza
- 1994—1998 Mitsubishi Carisma
- 2001—2004 Suzuki Samurai
- 1994—1996 Volvo 440/460
- 1995—2000 Volvo S40/V40

### Дизельная серия F9x
F9x — дальнейшее развитие двигателя F8x. Изменена форма впускных отверстий, создающих завихрения всасываемого воздуха, добавлены проточки на поршневой группе для закручивания впрыскиваемых паров топлива, а также для достижения необходимого смешивания воздуха и топлива. Также форма поршня могла иметь глубокую лунку, аналогично двигателю Elsbett. Дизельное топливо подаётся либо механическим ТНВД, либо установкой насос-форсунок Common Rail (dCi).
F9Q (1.9 литра, 8 клапанный, дизель dCi)
Год выпуска: 1995—2015
- 1995—2012 Renault Mégane
- 1999—2002 Renault Espace III
- 1996—2003 Renault Scénic I
- 1997—2010 Renault Master
- 1997—2001 Renault Laguna I
- 1998—2004 Mitsubishi Carisma
- 1998—2008 Mitsubishi Minica 8G
- 1998—2004 Mitsubishi Space Star
- 2000—2004 Volvo S40/V40
- 2001—2005 Renault Laguna II
- 2001—2012 Renault Clio
- 2001—2006 Renault Trafic II
- 2001—2006 Opel Vivaro (в Великобритании под брендом Vauxhall)
- 2000—2008 Opel Agila A
- 2000—2006 Opel Corsa C
- 2002—2005 Nissan Interstar X70
- 2002—2008 Nissan Primera P12
- 2002—2006 Nissan Primastar
- 2003—2009 Renault Scénic II
- 2004—2013 Fiat Idea
- 2003—2013 Fiat Panda II
- 2005—2015 Suzuki Grand Vitara
- 2000—2008 Suzuki Wagon R+
- 2009—2011 Renault Scénic III